# Птујска Цеста
Птујска Цеста (словен. Ptujska Cesta) је насељено место у општини Горња Радгона, Помурска регија, Словенија.

## Историја
До територијалне реорганизације у Словенији била је у саставу старе општине Горња Радгона.

## Становништво
У попису становништва из 2011. године, Птујска Цеста је имала 225 становника.
| Број становника према пописима | Број становника према пописима | Број становника према пописима |
| ------------------------------ | ------------------------------ | ------------------------------ |
| 1991                           | 2002                           | 2011                           |
| 223                            | 232                            | 225                            |

## Галерија
- статуа светог Јанеза Непомука
- знамење